# فرانک نیلیکینا
فرانک نیلیکینا (انگلیسی: Frank Ntilikina؛ زادهٔ ۲۸ ژوئیهٔ ۱۹۹۸) بازیکن بسکتبال اهل فرانسه است.
از باشگاه‌هایی که در آن بازی کرده‌است می‌توان به نیویورک نیکس اشاره کرد.
وی در مسابقات کشوری و بین‌المللی در مجموع برندهٔ ۲ مدال طلا، ۱ مدال نقره، ۱ مدال برنز شده‌است.